# Peter Squires
Pour les articles homonymes, voir Peter et Squires.
Peter John Squires est né le 4 août 1951 à Ripon, Yorkshire du Nord, en Angleterre. 
C’est un joueur de rugby à XV, d'un mètre 75 et de 75 kilos en 1974, sélectionné en équipe d'Angleterre au poste de trois quart aile. 

## Carrière
Il évolue successivement dans les clubs anglais de Ripon R.U.F.C. et de Harrogate R.U.F.C.  
Il dispute son premier test match le 24 février 1973 contre la France, et le dernier contre le pays de Galles, le 17 mars 1979. Squires dispute également un test match avec les Lions britanniques en 1977 (tournée en Nouvelle-Zélande).

## Palmarès
- Vainqueur du Tournoi des Cinq Nations en 1973 (victoire partagée).

## Statistiques en équipe nationale
- 29 sélections (+ 4 non officielles) avec l'équipe d'Angleterre.
- Sélections par année : 4 en 1973, 4 en 1974, 6 en 1975, 2 en 1976, 4 en 1977, 5 en 1978, 4 en 1979.
- Sept Tournois des Cinq Nations disputés : 1973, 1974, 1975, 1976, 1977, 1978, 1979.